# Marina Satti

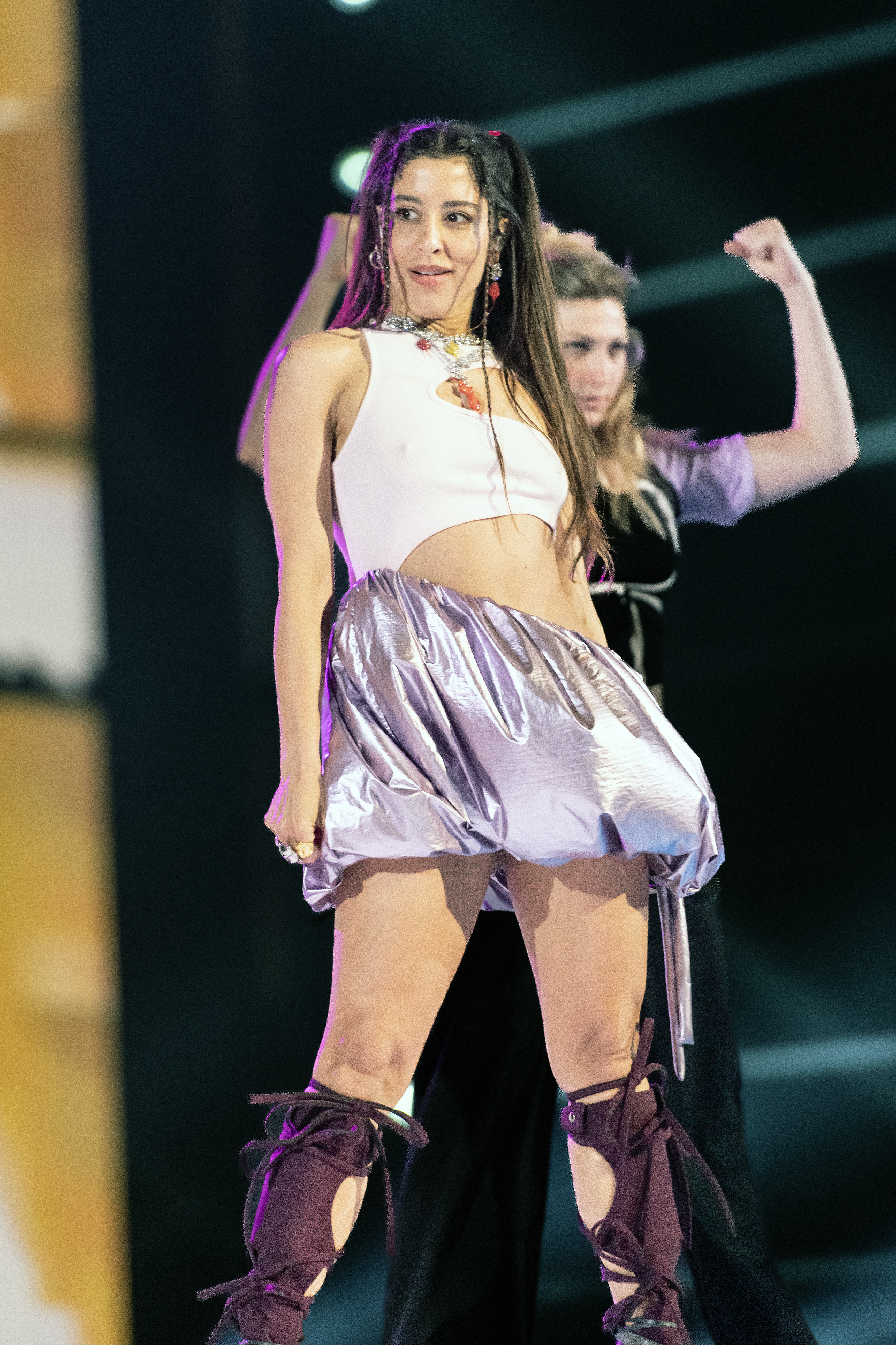
Marina Satti beim Eurovision Song Contest 2024

Marina Satti (griechisch Μαρίνα Σάττι, geboren am 26. Dezember 1986 in Athen) ist eine griechische Sängerin, Songwriterin, Musikproduzentin und Schauspielerin.
Satti ist Gründerin und Künstlerische Leiterin der A-cappella-Gruppe Fonés und des Frauenchors Chóres (Eigenschreibweise chórεs).

## Kindheit und Ausbildung
Marina Satti wurde in Athen geboren. Ihr sudanesischer Vater ist Anästhesist, ihre kretische Mutter Chemieingenieurin. Sie wuchs in Iraklio auf Kreta in einem kulturell vielfältigen Umfeld auf, das einen erheblichen Einfluss auf ihre musikalische Entwicklung sowie auf den multikulturellen Charakter ihrer künstlerischen Karriere haben sollte. Ab ihrem siebten Lebensjahr erhielt Satti eine klassische Klavier- und später Gesangsausbildung, daneben entwickelte sie eine Leidenschaft für Chormusik. Nach dem Abitur begann sie 2004 ein Architekturstudium an der Universität Athen, brach das Studium aber nach drei von fünf Jahren ab. In der Folge studierte sie Theater an der Veaki Drama School (Ανώτερη Ιδιωτική Σχολή Δραματικής Τέχνης «Βεάκη») sowie an der  School of Drama ‘Central Stage’ Mimi Denisi (Δραματική Σχολή «Κεντρική Σκηνή» Μιμή Ντενίση) und begann ein Studium für Jazzmusik am Philippos Nakas Conservatory (Ωδείο Φίλιππος Νάκας Odío Fílippos Nákas). Beim nationalen Nakas-Gesangswettbewerb gewann sie 2006 den zweiten Platz und gründete eine von der Kritik gefeierte Jazz-Rock-Folk-Fusion-Band. Nach mehrjährigem Studium beim Bariton und Stimmtrainer Panos Dimas erwarb Satti 2008 einen Abschluss in lyrischer Monodie mit Auszeichnung und einen ersten Preis. Im Jahr 2009 folgten Abschlüsse in klassischem Klavier und Musiktheorie. Im selben Jahr vertrat sie Griechenland beim European Jazz Orchestra. Nachdem Marina Satti ein Stipendium am Berklee College of Music in Boston erhalten hatte, schloss sie 2011 ihr Studium mit dem Hauptfach Contemporary Writing & Production ab. Zu ihren Lehrern gehörten unter anderem Danilo Pérez, Simon Shaheen und John Patitucci.

## Künstlerisches Schaffen
Marina Sattis künstlerisches Schaffen ist sehr vielseitig. Neben Synchronisationrollen und als Schauspielerin hat sie als Musical-Darstellerin und Sängerin mit den bedeutendsten Kulturinstitutionen Griechenlands zusammengearbeitet. Besonders durch den Videoclip Mandissa erreichte sie zuerst in Griechenland später auch darüber hinaus große Bekanntheit.

### Synchronisation
Seit 2007 hat Satti mehrfach bei der Synchronisation von Disney-Animationsfilmen und -serien mitgewirkt, überwiegend als Sängerin aber auch als Sprecherin. Bedeutende Rollenanteile hatte sie bei Arielle, die Meerjungfrau – Wie alles begann, wo sie der Titelfigur bei den Gesangsstücken ihre griechische Stimme lieh, bei Vaiana übernahm sie 2016 die vollständige Titelrolle. Sie gab 17 weiteren Animationsfilmen ihre Stimme.

### Schauspielerin
Als Schauspielerin hatte Satti Nebenrollen in den Fernsehserien G 4 (Γ 4) auf Alpha TV 2008 sowie 2011 auf ANT1 in Steps, der griechischen Version von Fame.

### Musical-Darstellerin
Als Darstellerin hat Satti mehrfach bei Musicals mitgewirkt, erste Theatererfahrung machte Satti 2006 im Musical Mein kleiner Horrorladen. In der Saison 2014–2015 hatte sie auf der Kinderbühne des Nationaltheaters in Shrek – Das Musical in der Rolle der Prinzessin Fiona Auftritte. Noch 2015 folgte die Rolle als Chava in Anatevka. Im Rahmen des Athens Epidaurus Festival stand sie 2016 im Megaro Mousikis in Leonard Bernsteins West Side Story als Maria auf der Bühne. Im Musical Erotokritos von Dimitris Maramis, einem Auftragswerk der Griechischen Nationaloper basierend auf dem gleichnamigen Roman des kretischen Renaissance-Dichters Vitsentzos Kornaros, trat Satti als Aretousa 2017 im Odeon des Herodes Atticus in der weiblichen Hauptrolle auf, ebenso wie 2018 in der Philharmonie Thessaloniki. Im Musical Once nach dem Spielfilm Once verkörperte sie in der Saison 2018–2019 im Stavros Niarchos Foundation Cultural Center ebenfalls als weibliche Hauptdarstellerin die Blumenverkäuferin.

### Sängerin
Satti trat im Griechischen Nationaltheater als Mitglied im Chor in den klassischen griechischen Tragödien Die Trachinierinnen von Sophokles 2013, 2014 in Der bekränzte Hippolytos von Euripides sowie 2015 in der Komödie Die Weibervolksversammlung von Aristophanes auf und Jason und das Goldene Vlies.
Als Solokünstlerin erlangte Satti erstmals 2016 mit dem Video-Clip Koupes auf YouTube größere Aufmerksamkeit. Sattis Arrangement ist eine moderne Neuinterpretation des traditionellen Liebesliedes „Tha Spáso Koúpes“ (Θα Σπάσω Κούπες) aus Kleinasien im Stil eines Tsifteteli. Gemeinsam mit befreundeten Sängerinnen und Musikern wurde das Stück in ihrer Wohnung aufgenommen. Noch im selben Jahr erschien Koupes zum 20-jährigen Jubiläum auf der Buddha-Bar-CD-Serie. Mit Mantissa (Μάντισσα) folgte 2017 Sattis erster großer Erfolg. Das von ihr selbst produzierte und arrangierte Lied zog die internationale Aufmerksamkeit auf sich. Global Citizen bezeichnete es als „das Lied des Sommers“ und NPR als „den Sommerhit, der eine Generation mit Hoffnung erfüllt“. Innerhalb einer Woche erreichte der Video-Clip die für griechische Verhältnisse beachtliche Anzahl von mehr als 5 Millionen Aufrufen und nach vier Monaten 24 Millionen Aufrufe. Die Dreharbeiten fanden früh morgens im Zentrum Athens in der Evripidou, Sokratous und den angrenzenden Straßen, einer seit Jahren durch Prostitution und Drogenkonsum stigmatisierten Gegend, statt. Der Erfolg brachte Satti im November 2017 eine Einladung anlässlich Googles Europe On Stage im BOZAR in Brüssel als einer der „10 interessantesten YouTube Auftritte des Jahres 2017“.
2016 gründete Satti die weibliche A-cappella-Gruppe Fonés, deren Repertoire traditionelle polyphone Lieder aus aller Welt sind.
Im Rahmen der UNEP Umweltpreis-Verleihung in New York, den Champions of the Earth Awards, trat sie in Begleitung der Gruppe Fonés auf.
2022 erschien ihr Debütalbum YENNA, das äußerst erfolgreich war und gute Kritiken erzielte. Darauf folgte eine viermonatige Tour durch Europa.
Am 24. Oktober 2023 wurde bekanntgegeben, dass Marina Satti Griechenland beim Eurovision Song Contest 2024 in Malmö vertreten soll. Satti nahm mit dem Lied Zari (Ζάρι ‚Würfel‘) am Wettbewerb teil. Im dazugehörigen Videoclip werden satirisch stereotype Darstellungen der „griechischen“ und „fremden“ Identitäten behandelt. Im Finale des Eurovision Song Contests am 11. Mai 2024 belegte sie den elften Platz.

## Diskografie

### Alben
- 2022: Yenna
- 2024: P.O.P.
- 2024: P.O.P. Deluxe
- 2025: POP TOO

### EPs
- 2024: Zari

### Singles
- 2008: Ygro fili
- 2012: Mia fora
- 2012: Ena Kalokeri
- 2013: Argosvinis moni (feat. Tareq)
- 2015: Under the Stars
- 2016: Koupes
- 2017: Nifada
- 2017: Madissa
- 2021: Pali
- 2021: Ponos Kryfos
- 2022: Yiati pouli m' (Den kelaidis)
- 2023: Zeimbekiko II (Dionysis Savvopoulos, Mikros Kleftis, Marina Satti & Sotiria Bellou)
- 2023: Tuctum
- 2024: Zari
- 2024: Lalalala
- 2024: Stin iyia mas (Lazy Flow Voige Remix)
- 2024: Lalalala (Remix)
- 2024: Anatoli
- 2025: Epano sto Trapezi
- 2025: Ela Ela (mit Sakse)
- 2025: Lola
- 2025: Fovame

### Als Gastmusikerin
- 2007: To mikro magazi tou tromou (Antigoni Psychrami feat. Artemis Zannou & Marina Satti)
- 2007: Ola allazoun magika (Antigoni Psychrami feat. Artemis Zannou, Marina Satti & Hristos Valavanidis)
- 2008: Galazia rapsodia (Philippos Peristeris feat. Marina Satti)
- 2011: Ordinary People (Jorge Perez feat. Martin Nessi, Daniel Garcia & Marina Satti)
- 2013: Your Star (Tareq feat. Marina Satti)
- 2018: Thelo na se xeperaso (Phoebus Delivorias feat. Marina Satti & Fones)
- 2018: Edo (Tropical Remix) (Monsieur Minimal feat. Marina Satti)
- 2021: Chichovite konye (Remix) (Boombastiko feat. Marina Satti)
- 2021: Neraida methismeni (Hromata) (Eleonora Zouganeli feat. Marina Satti)
- 2021: To aroma (Onirama feat. Marina Satti)
- 2025: Cosmos (Oge feat. Marina Satti)
- 2025: De fovame (Bloody Hawk feat. Marina Satti)

### Weitere Lieder
- 2022: Spirto ke venzini
- 2024: Mixtape (feat. Lefteris Pantazis, Vlospa, Oge, Rack & Efi Thodi)
- 2024: Ah thalassa
- 2024: Stin iyia mas
- 2024: Eimai kala!
- 2024: Zari (Instrumental)
- 2025: Autokinhto
- 2025: Blouzaki
- 2025: Kavourakia (feat. Locomondo)
- 2025: Bye Bye (feat. Negros tou Moria)
- 2025: IGaga!
- 2025: Pop (All the Voices in My Head) (feat. Tso)